# Etheostoma oophylax
Etheostoma oophylax är en fiskart som beskrevs av Patrick A. Ceas och Page 1992. Etheostoma oophylax ingår i släktet Etheostoma och familjen abborrfiskar. Inga underarter finns listade i Catalogue of Life.